# Bremeria landia
Bremeria landia är en måreväxtart som först beskrevs av Jean Louis Marie Poiret, och fick sitt nu gällande namn av Sylvain G. Razafimandimbison och Grecebio Jonathan D. Alejandro. Bremeria landia ingår i släktet Bremeria och familjen måreväxter.

## Underarter
Arten delas in i följande underarter:
- B. l. holosericea
- B. l. landia
- B. l. stadmanii